# Europäischer Hausen
Der Europäische Hausen oder Beluga-Stör (Huso huso) ist die größte Fischart aus der Familie der Störe (Acipenseridae) und gilt als einer der größten Knochenfische. Er kommt im Schwarzen und im Kaspischen Meer und in den angrenzenden großen Strömen vor und war früher auch in der nördlichen Adria zu finden. Der Hausen wird traditionell vor allem zur Kaviar-Gewinnung, aber auch als Speisefisch gefangen. Durch Überfischung und den Verlust geeigneter Laichgründe gilt die Art heute als vom Aussterben bedroht. 
Der Europäische Hausen ist das Wassertier des Jahres 2025.

## Merkmale

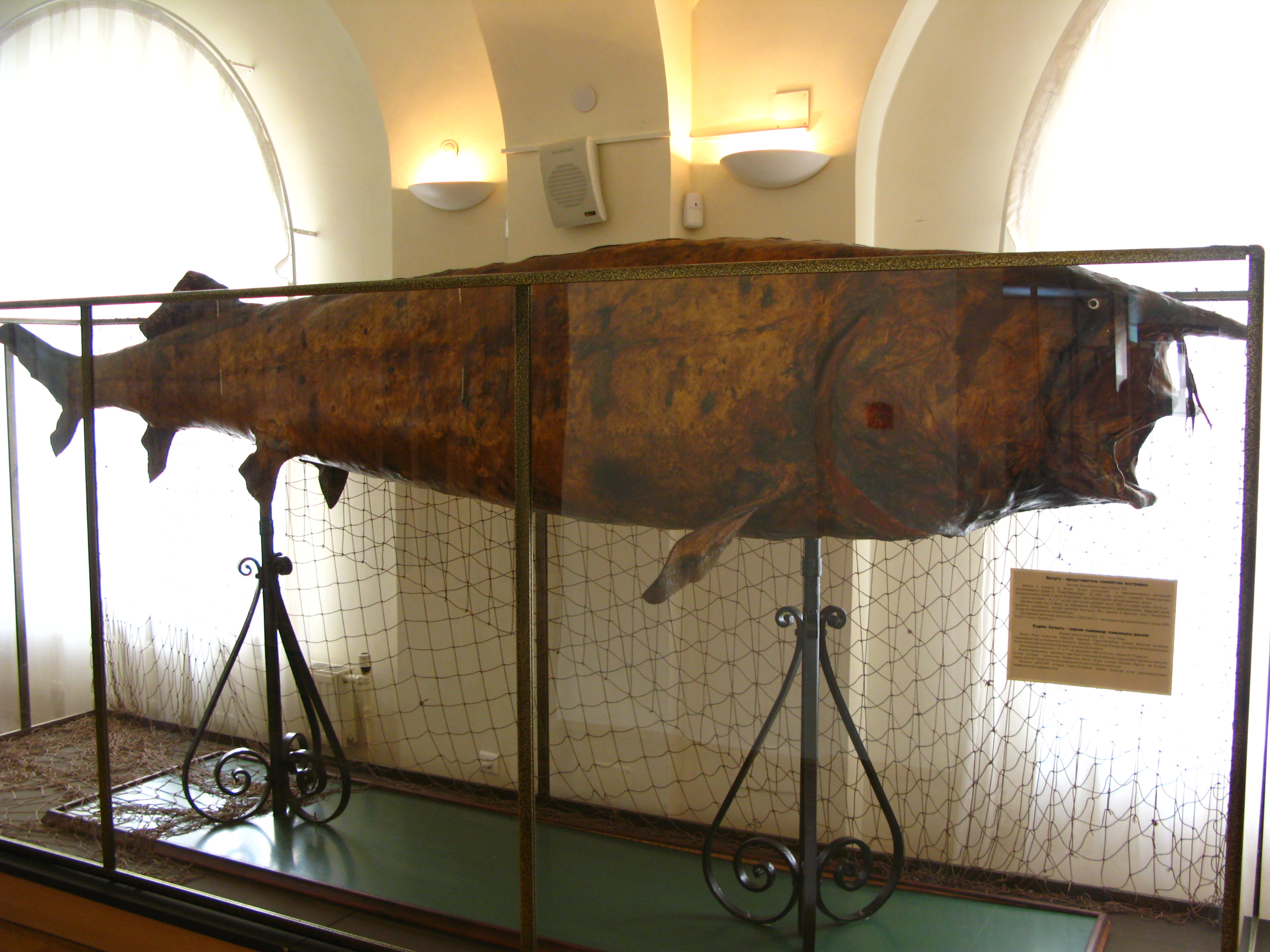
4,17 Meter langer und eine Tonne schwerer präparierter Hausen im Nationalmuseum von Kasan

Der Hausen weist die typische langgestreckte Gestalt der Störe mit fünf Reihen von Knochenschilden und heterocerker Schwanzflosse auf. Im Vergleich zu anderen Stören ist der Körper massig und gedrungen. Die Tiere sind dunkel- bis blaugrau mit hellerem Bauch und Knochenschilden. Die Schnauze ist bei Tieren aus dem Schwarzen Meer relativ kurz und breit gerundet und bei Tieren aus dem Kaspischen Meer länger gestreckt. Wie beim Kaluga-Hausen (Huso dauricus) ist das Maul halbmondförmig und so breit, dass es bis zum Rand der Schnauze reicht. Im Gegensatz zu dem der Störe (Acipenser) öffnet es sich nach vorne hin und die davor sitzenden vier Barteln sind seitlich abgeflacht und gefranst. Die Kiemenmembranen beider Seiten sind verbunden und an der Bauchseite frei. Die Kiemenreuse weist 17 bis 36 Dornen auf. Im Gegensatz zum Kaluga-Hausen liegt der höchste Punkt des Rückens hinter dem ersten Rückenschild. Die 9 bis 17 Rückenschilde sind abgerundet, hinter der 48- bis 81-strahligen Rückenflosse liegen keine Schilde. Die 28 bis 60 Seitenschilde stehen getrennt und sind gut sichtbar oder fast von der Haut absorbiert. Das Gleiche gilt für die 7 bis 14 Bauchschilde, die bei Jungtieren deutlich zu sehen sind. Die Haut zwischen den Schilden ist weitgehend nackt. Zwischen dem Anus und der 22- bis 41-strahligen Afterflosse liegen 0 bis 3 Schilde.

### Größe
Die Länge geschlechtsreifer Hausen liegt meist bei 185 bis 250 Zentimetern. Die Tiere können aber deutlich größer werden, wobei die Längenangaben von Autor zu Autor schwanken. Meist werden fünf bis sechs Meter Länge und eine Tonne Gewicht als Maximum angegeben. FishBase gibt als maximales dokumentiertes Gewicht 2072 Kilogramm an. Aus dem 19. Jahrhundert liegen Berichte über noch größere Tiere mit einer Länge von acht Metern und einem Gewicht von über drei Tonnen vor, die heute aber als fragwürdig gelten.

## Vorkommen
Das ursprüngliche Verbreitungsgebiet des Europäischen Hausens umfasste das Schwarze Meer mit dem Asowschen Meer, das Kaspische Meer und die Adria sowie jeweils deren größere Zuflüsse. Die Art ist aus der Adria und dem Asowschen Meer verschwunden. Im Schwarzen Meer wandern die letzten Bestände zum Laichen in die Donau, im Kaspischen Meer in den Ural. Die Bestände in der Wolga werden durch Besatz erhalten. Auf Grund der Langlebigkeit der Tiere können einzelne Individuen auch noch in den Gebieten angetroffen werden, in denen heute keine Fortpflanzung mehr möglich ist.
In der Donau trat die Art früher bis nach Österreich, seltener sogar bis Deutschland auf und war damit unter den Stören der anadrome Wanderfisch mit der längsten Wanderstrecke (maximal 2320 Kilometer). Die wichtigsten Laichgründe lagen im Bereich der heutigen ungarisch/slowakischen Grenze. Das gesamte obere Verbreitungsgebiet wurde durch den Bau der Staudämme Kraftwerk Eisernes Tor 1 und Kraftwerk Eisernes Tor 2 1972 bzw. 1984, die für die Art nicht passierbar sind, abgeschnitten. Laichgebiete in der Donau wurden im Jahr 2003 noch im Bereich der bulgarisch-rumänischen Grenze, Flusskilometer 755 bis 840, etwa zwischen Lom und Artschar, registriert. Laichplätze lagen in Wassertiefen zwischen 9 und 22 Meter auf Kies oder Grobsand in Bereichen mit deutlicher Strömung, oft im Bereich von Flussinseln.

## Lebensweise
Hausen sind im Gegensatz zu den meisten anderen Stören aktive Jäger, die im freien Wasser in Tiefen bis über 170 Meter jagen und sich vorwiegend von anderen Fischen ernähren, wobei Heringsartige wie die Europäische Sardelle im Schwarzen Meer und Clupeonella- und Alosa-Arten im Kaspischen Meer sowie Grundeln die Hauptbeute ausmachen. Daneben werden auch Weichtiere und verschiedene Krebstiere gefressen und es liegen sogar einzelne Berichte über die Erbeutung von Wasservögeln und Robben vor.

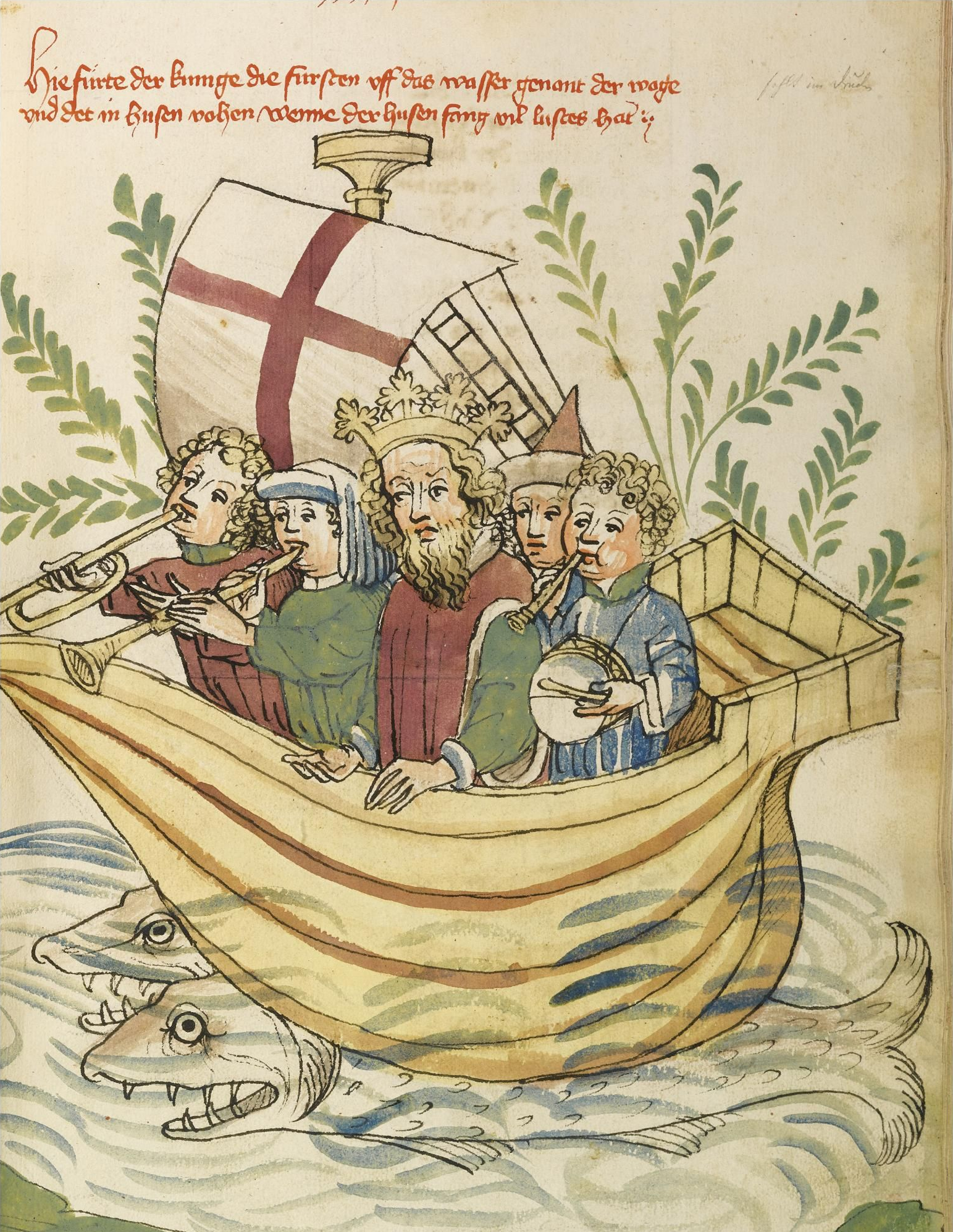
Der spätere Kaiser Sigismund mit Fürsten in Begleitung auf der Waag, einem linken Nebenfluss der Donau in der Slowakei. Unterm Schiff sind zwei „husen“ (Hausen) zu sehen. (Aus Eberhard Windeck: Das Buch von Kaiser, 15. Jh.)

Zum Laichen wandern die Tiere in die Flüsse ein. In der Donau stiegen die Hausen ursprünglich bis ins deutsche Gebiet auf. Die Tiere laichen alle zwei bis vier Jahre. Wanderungen können das ganze Jahr über stattfinden, wobei die Hauptwanderzeit von Oktober bis November sowie im Februar und März liegt. Die im Herbst wandernden Tiere überwintern an tiefen Stellen im Fluss und laichen gemeinsam mit den im Frühjahr wandernden von April bis Juni. Die bis zu 7 Millionen Eier pro Weibchen werden an tiefen Stellen mit steinigem Untergrund und kräftiger Strömung abgesetzt. Die Jungtiere schlüpfen nach 8 bis 10 Tagen und lassen sich von der Strömung flussabwärts treiben, wobei bis zu 60 km pro Tag zurückgelegt werden können. Nachdem sie sich sieben bis acht Tage vom Dotter ernähren, beginnen sie ab einer Länge von etwa drei Zentimetern Fischlarven zu erbeuten. Die Jungtiere halten sich den Sommer über vorwiegend im flachen Flusswasser auf und erreichen noch im ersten Jahr das Meer, wo sie bis zur Geschlechtsreife bleiben. Diese wird von Männchen mit 10 bis 16 Jahren erreicht, von Weibchen erst mit 14 bis 20 Jahren. Das Alter vier Meter langer Tiere wurde auf etwa 100 Jahre bestimmt.

## Nutzung

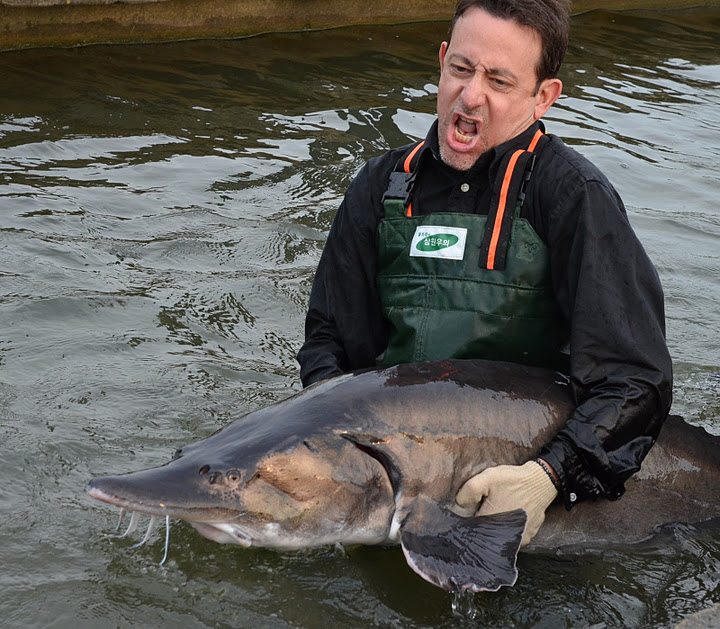
Europäischer Hausen in einer südkoreanischen Kaviarfarm

Der Europäische Hausen wird vorwiegend wegen der als Kaviar genutzten Eier befischt, die nach dem russischen Namen der Art als Belugakaviar gehandelt werden. Hierzu werden die Weibchen auf der Laichwanderung im Bereich der Flussmündungen gefangen. Belugakaviar gilt als besonders hochwertig, sodass ein Kilogramm 2009 einen Handelswert von etwa 8000 US-Dollar hatte. Daneben wird das Fleisch von hauptsächlich auf See gefangenen Fischen genutzt. Wegen der geschätzten Eier werden auch Hybriden aus weiblichen Hausen und männlichen Sterlets (Acipenser ruthenus) gezüchtet, die als „Bester“ bezeichnet werden.
Die Römer jagten den Hausen, der vor 2.000 Jahren relativ häufig in den Donaugewässern anzutreffen war, mit Netzen, mit denen sie versuchten, den Hausen in seichte Gewässer zu treiben. Sie waren somit die ersten dokumentierten Fischer von bis zu mehreren Metern großen Exemplaren des Hausen.
In alten Fuldaer Klosterurkunden wird der „Husen“ aus der oberen Donau schon früh als jährliche „Opfergabe“ an das Fuldaer Benediktinerkloster zu Deckung des Lebensunterhaltes der rund 400 Mönche genannt, so vom Passauer Bischof Vivilo (um 739 bis etwa 744/745) und dem Regensburger Bischof Gaubald (739–761). Auch späterhin kam es bis in das 17. Jahrhundert hinein zu zahlreichen Hausen-Fischspenden an das Kloster Fulda. Auch in der Altmühl war der „Hausen“ einst heimisch. Bischof Megingoz von Eichstätt (991–1015) schickte Bischof Heinrich I. von Würzburg (995/996–1018) Hausenfische aus der Altmühl, als Gegengeschenk für guten Wein.
Traditionell wurde auch die Schwimmblase des Hausens, die Hausenblase, als Ausgangsmaterial für Leim genutzt. Der Hausenblasenleim galt dabei als besonders hochwertiger tierischer Leim und wurde von Weinherstellern, Seidenwebern, Friseuren, Starköchen und Medizinern verwendet.
Aus Hausenblasen wurden in der religiösen Volkskunst auch filigrane Reliefs gefertigt, die Hauchbilder oder Hausenblasenbilder.

## Bedrohung
Der Europäische Hausen wird in der Roten Liste der IUCN als „vom Aussterben bedroht“ (critically endangered) geführt und ist im Anhang II der Bonner Konvention gelistet. Der Bestand des Mittelmeeres genießt zudem Schutz nach Anhang II der Berner Konvention, die das absichtliche Fangen und die Entnahme von Eiern verbietet. Die Fangzahlen weisen darauf hin, dass die Populationen in den letzten drei Generationen um etwa 90 % abgenommen haben. Aufgrund des hohen Wertes als Speisefisch und Kaviarlieferant wird der Bestand des Hausens in verschiedenen Gewässern durch den Besatz mit Jungfischen gestützt. Im Asowschen Meer und in der Wolga existiert die Art wahrscheinlich nur noch aufgrund dieses Besatzes.
Die Hauptgründe für den Einbruch der Hausenpopulationen sind die Verluste durch gezielte Befischung auf See und in den Flussmündungen sowie durch als Beifang getötete Tiere und der Verlust geeigneter Laichgründe durch Flussverbauungen. So wurden durch die Anlage des Wolgograder Stausees geschätzte 88 bis 100 % der Laichgründe in der Wolga zerstört oder für die Tiere unzugänglich gemacht. Neben diesen Hauptgefahren werden auch die Vergiftung durch Pestizide und der Allee-Effekt als Bedrohungen für die Art angesehen.